# Cáñar
Cáñar ist ein südspanischer Ort und eine Gemeinde (municipio) mit insgesamt nur noch 389 Einwohnern (Stand: 2024) im Südosten der Provinz Granada in der autonomen Region Andalusien.

## Lage und Klima
Der Ort Cáñar liegt an einem Südhang der Alpujarras knapp 63 km (Fahrtstrecke) südöstlich der Provinzhauptstadt Granada in einer Höhe von ca. 1015 m; die Mittelmeerküste bei Motril ist knapp 40 km in südlicher Richtung entfernt. Das Klima im Winter ist gemäßigt, im Sommer dagegen warm bis heiß; die geringen Niederschlagsmengen (ca. 515 mm/Jahr) fallen – mit Ausnahme der nahezu regenlosen Sommermonate – verteilt übers ganze Jahr.

## Bevölkerungsentwicklung
| Jahr      | 1857 | 1900 | 1950 | 2000 | 2020 |
| Einwohner | 1548 | 991  | 1056 | 340  | 377  |

Infolge der Mechanisierung der Landwirtschaft, der Aufgabe bäuerlicher Kleinbetriebe („Höfesterben“) und dem daraus resultierenden  Verlust von Arbeitsplätzen ist die Einwohnerzahl der Gemeinde seit der Mitte des 20. Jahrhunderts deutlich gefallen.

## Wirtschaft
Noch in der frühen Neuzeit lebten die Bewohner des Ortes in hohem Maße als Selbstversorger von der Erträgen ihrer Felder und Hausgärten. Außerdem wurde Viehzucht (v. a. Schafe, Ziegen und Schweine) betrieben; Esel wurden als Tragtiere gehalten. Dieser Zustand änderte sich erst mit dem Ausbau der Infrastruktur im 20. Jahrhundert. Heute dominieren  Oliven- und Mandelbaumplantagen. Im Ort selbst haben sich Kleinhändler, Handwerker und Dienstleister aller Art angesiedelt. Seit den 1960er Jahren spielt der innerspanische Tourismus eine immer größer werdende Rolle.

## Geschichte
Prähistorische, römische und westgotische Funde fehlen; die Gründung des Ortes erfolgte wahrscheinlich im 8. Jahrhundert durch Berber aus Nordafrika, auf die auch der Terrassenfeldbau mit seiner ausgeklügelten Bewässerungstechnik zurückgeht. Nach dem Ende des Kalifats von Córdoba (um 1020) übernahmen die Ziriden von Granada die Macht, die sie jedoch wenig später an die berberischen Almoraviden und Almohaden abtreten mussten. Als Teil des Emirats von Granada blieb das Bergland der Alpujarras bis zum Jahr 1490 islamisch; auch danach gab es immer wieder Aufstände gegen die Rückeroberungsbestrebungen (reconquista) der Christen. Mit dem Alhambra-Edikt (1492) der Katholischen Könige begann die Vertreibung der Juden in Spanien; nach den Moriskenaufständen der Jahre 1499–1501 und 1568 bis 1571 wurden die letzten Muslime zu Beginn des 17. Jahrhunderts ebenfalls ausgewiesen.

## Sehenswürdigkeiten
- Die zumeist aus Bruchsteinen gebauten Häuser des Ortes sind allesamt verputzt und weiß getüncht. Wegen der geringen Regenfälle sind nahezu alle Häuser flachgedeckt.
- Auf einem kleinen Platz in der Ortsmitte steht ein schönes Brunnenbecken (siehe Stadtwappen).
- Die Iglesia de Santa Ana entstand bereits im 16. Jahrhundert; im 18. und 19. Jahrhundert wurde sie modernisiert. Der Glockenturm (campanario) flankiert den Chorbereich der Kirche. Im von einer hölzernen Flachdecke überspannten Altarraum befindet sich ein imposanter barocker Schnitzaltar (retablo).[6]